# Chez Max
Chez Max ist der dritte Roman des deutschen Schriftstellers Jakob Arjouni. Der Roman erschien im Jahr 2006 und ist eine Dystopie auf die Entwicklung der Welt nach dem 11. September 2001.

## Handlung
Chez Max spielt in Paris im Jahr 2064. Die Welt ist durch einen gigantischen Zaun in zwei Lager geteilt – einen fortschrittlichen, demokratischen und einen rückständigen, diktatorischen und von religiösem Fanatismus geprägten Teil. Europa und China sind die zwei Großmächte, die die 1. Welt beherrschen. Die USA sind, nachdem sie nach den Anschlägen vom 11. September 2001 im Irak einmarschiert sind, dort gescheitert, gingen bankrott und wurden in einen Agrarstaat umgewandelt, gehören aber nichtsdestoweniger noch zur 1. Welt. Im Rahmen einer europäisch-chinesischen Konföderation wurde der Große Befreiungskrieg durchgeführt, „an dessen Ende sämtliches Kriegsgerät in der südlichen Hemisphäre entweder zerstört oder abtransportiert und der Zaun fertiggestellt war.“ Sowohl der Zaun selbst als auch das Leben „vor“ dem Zaun – also in der ersten Welt – werden von den so genannten Ashcroft-Büros überwacht. Die Ashcroft-Büros, benannt nach dem ehemaligen Justizminister (Attorney General) John Ashcroft, sind eine Art Superpolizei, die geheimdienstliche Überwachungen durchführt. Ihrer Vorgehensweise liegt das Prinzip der präventiven Verbrechensbekämpfung zugrunde.
Max Schwarzwald, der Erzähler des Romans, ist ein Ashcroft-Mann und arbeitet verdeckt für die Ashcroft-Behörde. Vorgeblich ist er Besitzer des Chez Max – cuisine allemande, eines kleinen Restaurants im elften Pariser Arrondissement. Zu Beginn des Romans sieht Max mit an, wie Leon, ein guter Bekannter von ihm, auf seine Veranlassung hin verhaftet wird. Leon hatte nicht nur geraucht, was schon verboten ist, sondern auch versucht, im großen Stil Drogen zu importieren und zu verbreiten, und wurde schließlich von Max verraten. Max empfindet seine Handlung und gerade auch die Umstände der Verhaftung als Verrat Leon gegenüber: „Denn obwohl es meine Aufgabe und Pflicht gewesen war, Leon zu verraten, und ich meine Aufgaben und Pflichten als Ashcroft-Mann für sozial notwendig und in den meisten Fällen für ehrenwert hielt, hätte ich mir diesmal gewünscht, von den Konsequenzen meines Verrats so wenig wie möglich mitzukriegen.“
Zwei Tage nach Leons Verhaftung trifft sich Max mit seinem Partner Chen Wu, mit dem er sich die Überwachung eines Teils des elften Arrondissements teilt, in ihrem gemeinsamen Arbeitszimmer in der Pariser Ashcroft-Zentrale. Max ist immer noch verstört wegen Leons Verhaftung und fragt sich, warum er nicht darüber hinweggesehen hatte: „Es wäre kein Problem gewesen, Rauchen gehörte schließlich nicht zu den Verbrechen, die irgendwen oder -was wirklich gefährdeten.“ Max erkennt, dass er Leon nur deshalb verraten hat, weil er momentan seine Pflichten vernachlässigt, sich mehr auf sein Restaurant und die Suche nach einer Lebensgefährtin konzentriert und dringend einen Erfolg benötigt hatte. Er fürchtet, dass sein Partner Chen die Situation ansprechen und ihm moralische Vorhaltungen machen würde. Chen, der bis dato über eine unglaublich gute Quote bei der Verbrechenserkennung verfügt, analysiert nämlich gnadenlos die Schwächen seiner Mitmenschen und hält ihnen diese vor Augen. Zunächst gestaltet sich das Gespräch aber wie so oft als ein moralisierender Vortrag Chens über die Schlechtigkeit der Welt und der Menschen, bevor Chen sich kritisch über die Zustände in den Gebieten hinter dem Zaun äußert: „Ich weiß nicht, ob du unter einer Art partiellem Bewußtseinsausfall leidest. Jedenfalls darf ich dich daran erinnern, daß in vielen Gegenden hinterm Zaun keine Rede von ‚genug zu essen‘ sein kann, geschweige denn auf ‚hohem Niveau‘.“ Chens Äußerung, die als „Angriff auf die euroasiatische Wertegemeinschaft“ gelten kann, bringt Max aus dem Konzept und er überlegt sofort, diese Äußerung seinem Vorgesetzten zu melden, glaubt dann aber nicht wirklich, dass Chen ernsthaft diese Meinung vertritt. Das Gespräch kommt im Folgenden auf die Überwachung eines Hauses auf der Grenze zwischen Max’ und Chens Gebiet, in dem sich angeblich illegale Einwanderer aufhalten, worüber Max von der Einsatzgruppe Friedenssicherung informiert worden war, Chen allerdings nicht. Darauf angesprochen, ob er von den Illegalen wisse, antwortet Chen, dass er das Haus selbst observiere. Schließlich spricht Chen den Fall Leon doch noch an und versetzt Max damit einen Tiefschlag: „Wer verrät schon einen Freund wegen ein bißchen Zigarettenhandel?“. Kurz darauf endet das Gespräch und Max, der von Chens Aussage bezüglich Leon tief getroffen ist, hat plötzlich Mordgedanken:
„Ich dagegen starrte auf seine schwarzen, glatten Haare, die so oft im Waschbecken klebten, und sah mir zu meinem leisen Erschrecken in Gedanken dabei zu, wie ich [Chen] mit einer Axt den Schädel einschlug.“
Nach dem Gespräch mit Chen sitzt Max in einer Brasserie, trinkt Bier und macht sich Gedanken über seinen Partner und das Haus mit den Illegalen. Er wundert sich, dass Chen ihn nicht informiert hatte, sondern er davon nur zufällig erfahren hatte und fragt sich, was es mit dem Haus auf sich hat. Er vermutet, auch unter dem Hintergrund von Chens kritischer Aussage über die Gebiete hinter dem Zaun, dass Chen selbst ein Terrorist sein könnte: „War es möglich, dass Chen mich und die gesamte Ashcroft-Abteilung über Jahre an der Nase herumgeführt hatte?“
Max überzeugt sich selbst davon, dass Chen einfach kriminell sein muss und sieht darin die Möglichkeit, seinen ungeliebten Partner loszuwerden: „Nicht nur, daß ich Chen aus tiefstem Herzen verabscheute, eben erwog ich die Möglichkeit, er stehe seit Jahren im Dienst des internationalen Terrorismus, und trotzdem saß er mir mit seinem verächtlichen Gerede ständig im Nacken.“ Er steigert sich regelrecht in die Meinung hinein, alle früheren Verhaltensweisen von Chen hätten schon immer auf kriminelle Machenschaften hingedeutet, er hätte das nur früher nicht erkannt. Max beginnt noch am gleichen Abend, Chen zu observieren, was ihm relativ leicht fällt, da Chens vorgetäuschter Beruf Gärtner ist. Er beobachtet Chen bei der abendlichen Arbeit, bei einem Rendezvous mit einer Frau und verfolgt ihn sogar bis nach Hause, kann allerdings nichts Verdächtiges bemerken.
Am nächsten Morgen kümmert sich Max zuerst um sein Restaurant und lässt von Alexi, einem Angestellten, eine Axt besorgen und diese mit selbiger den Efeu im Hof des Restaurants entfernen. Während Alexi bei der Arbeit sitzt, denkt Max, mittlerweile schon völlig von Chens Verrat überzeugt, darüber nach, wie wichtig es ihm ist, Chen zu überführen. Es wird deutlich, dass seine Besessenheit mit Chens Verrat den Versuch darstellt, den Verrat an Leon wiedergutzumachen: „Für die Verhaftung Leons mußte Chen büßen! Oder anders gesagt: Wenn Leon meinetwegen im Gefängnis saß, durfte ich einen wie Chen nicht frei herumlaufen lassen.“ Als Max sich aufmachen will, Chen erneut zu observieren, wird er von Chen in seiner eigenen Wohnung über dem Chez Max gestellt, denn Chen hatte Max’ Observierung am Vorabend bemerkt. Es entwickelt sich ein Streitgespräch, bei dem Max seinen Verdacht Chen gegenüber allerdings nicht erwähnt; er lädt den aufgebrachten Chen stattdessen für den Nachmittag zum Essen ein, um ihre Probleme zu diskutieren. Im Gehen spricht Chen genau den Verdacht an, den Max hat:
„Ach, und übrigens: Es ist an den Haaren herbeigezogen, daß ich meinen Reden Taten folgen lasse. Dafür hab ich's viel zu bequem und bin wahrscheinlich auch zu feige. Aber ich bin eben auch nicht blind oder dumm. Und auch noch nicht völlig zynisch. Doch vor allem bin ich ein Ashcroft-Mann.“
Max ist jedoch schon so stark davon überzeugt, dass Chen wirklich ein Terrorist ist, dass er die Aussage genau gegensätzlich auffasst: „Doch vor allem bin ich ein Ashcroft-Mann ... Daß ich nicht lachte! Den besten Beweis dafür, daß er vor allem kein Ashcroft-Mann war, sondern etwas verbarg, lieferte ja genau dieser Satz.“
Später am Nachmittag erscheint Chen bei Max im ansonsten verlassenen Lokal, um zu erfahren, warum Max ihn observiert hatte. Max bezeichnet Chen schließlich als Terroristen, wird aggressiv und steigert sich in einen regelrechten Wahn hinein. Chen will daraufhin das Restaurant verlassen, wird aber von Max mit einer Axt ermordet:
„Und während mich Chen immer noch ängstlich und gleichzeitig wie beschwörend – als wäre ich irgendwie verrückt –  anguckte, trat ich einen Schritt zurück und griff hinter den Grill nach dem Axtstiel. Der Rest war nur noch eine Art Choreographie.“ Er zerstückelt die Leiche Chens und versenkt die in Mülltüten verpackten Leichenteile in der Seine. Max ist von seiner Tat überzeugt, die für ihn auch eine kathartische Wirkung hatte: „Ich hatte meine Pflicht erfüllt. Ich war ein würdiger Erbe Ashcrofts. Die Welt war Chen los. Und ich hatte keinen Zweifel: Die Welt war nun eine bessere.“
Als Max von seinem Vorgesetzten, Commander Youssef, auf Chens Verschwinden angesprochen wird, erzählt er diesem, dass er Chen schon länger observiert hätte und dieser sich mit Terroristen getroffen hätte, was er mit eigenen Augen gesehen hätte – dies war allerdings eine Lüge. Max behauptet, Chen habe sich wahrscheinlich hinter den Zaun geflüchtet, um einer Strafe zu entgehen. Um zu vermeiden, dass seine Abteilung dadurch Probleme bekommt, dass einer der besten Mitarbeiter ein Terrorist war, erbittet sich Youssef Stillschweigen, was natürlich ganz in Max’ Interesse liegt.
Max bekommt in der Folge einen neuen Partner und begeistert sich, gereinigt und mit neuer Kraft, wieder für seine Arbeit. Zu guter Letzt erhält er noch einen Brief von Leon aus dem Gefängnis, in dem ihm dieser mitteilt, dass er jetzt wieder malen kann – seit Jahren konnte er das auf Grund einer psychischen Blockade nicht mehr und hatte Max davon erzählt. Max Leben hat sich damit in kurzer Zeit positiv ins Gegenteil verkehrt:
„Es war, als hätte mir das Schicksal zu guter Letzt auf die Schulter geklopft und gesagt: ‚Gegen alle Widerstände und alle Zweifel bist du deinen Weg gegangen und hast deine Pflicht erfüllt. Du bist trotz des Verrats an deinem besten Freund nicht schwach geworden, hast im Gegenteil die nötige Energie daraus gezogen, um endlich klarzusehen, was deinen Ashcroft-Partner betraf. Du hast die Gesellschaft von Chen befreit und am Ende deinem Freund – wie er selber sagt – das Leben gerettet. Gut gemacht Max, meine Hochachtung, du bist ein bemerkenswerter Kerl.‘“

## Textausgaben
- Jakob Arjouni: Chez Max. Diogenes, Zürich 2006, ISBN 3-257-06536-1 (Erstausgabe)
- Jakob Arjouni: Chez Max. Diogenes, Zürich 2006, ISBN 3-257-80060-6 (Hörbuch, 4 Audio-CDs)
- Jakob Arjouni: Chez Max Diogenes, Zürich 2007, ISBN 3-257-23651-4 (Taschenbuchausgabe)

## Rezensionen
- Thomas Wagner: Eine Mundspülung namens Paris Hilton. Freiheit, Gleichheit, Sicherheit: Jakob Arjouni versucht sich an einem Science-fiction-Krimi. In: FAZ vom 4. Oktober 2006.
- Kai Wiegandt: Wie Herr Schwarzwald als Spitzel versagte. In: Süddeutsche Zeitung vom 4. Oktober 2006 (bei sueddeutsche.de, kostenpflichtig / bei buecher.de, frei).
- Andreas Fanizadeh: Ein untalentierter Mr. Ripley. In: die tageszeitung vom 18. November 2006.
- Eva Bergschneider: Arjounis ganz spezielle, schöne neue Welt. auf krimi-couch.de